# كينيا ساوادا
كينيا ساوادا (بالكانا:さわだ けんや) هو ممثل ياباني، ولد في 28 يناير 1965 في اليابان.

## وصلات خارجية
- كينيا ساوادا على موقع IMDb (الإنجليزية)
- كينيا ساوادا على موقع ألو سيني (الفرنسية)
- كينيا ساوادا على موقع قاعدة بيانات الفيلم (الإنجليزية)